# Rhodoarrhenia
Rhodoarrhenia is een geslacht van schimmels behorend tot de familie Bolbitiaceae. 

## Soorten
Volgens Index Fungorum telt het geslacht zes soorten (peildatum maart 2023):
| Soortnaam                  | Auteur(s)                             | Publicatiejaar |
| -------------------------- | ------------------------------------- | -------------- |
| Rhodoarrhenia cyphelloides | (Lloyd) Singer                        | 1964           |
| Rhodoarrhenia flabellulum  | (Berk. & M.A. Curtis ex Cooke) Singer | 1964           |
| Rhodoarrhenia pensilis     | (Berk. & M.A. Curtis) Pegler          | 1987           |
| Rhodoarrhenia pezizoidea   | (Speg.) Singer                        | 1964           |
| Rhodoarrhenia solomonensis | Corner                                | 1991           |
| Rhodoarrhenia vitellina    | (Lloyd) Singer                        | 1964           |